# معاجم الألفاظ
معاجم الألفاظ هي التي تعنى بتدوين ما كان يسمع من أعراب البادية كيفما اتفق، وكذلك تحديد معناها كيفما اتفق. ومن هذه المعاجم: أساس البلاغة لأبي القاسم جار الله محمود بن عمر الزمخشري (538هـ).

## نبذة تاريخية
التأليف المعجمي (وهو تأليف كتب المعاجم) قديم قدم الحضارات الإنسانية، فالأمم السابقة ذات الحضارات القديمة وضعت الأسس الأولى للمعاجم في شكل تصنيف رسائل وجدت آثارها في بعض مكتبات العالم.